# Allison Dean
Allison Dean (Wichita, 1970) es una actriz estadounidense, reconocida principalmente por su papel de Patrice McDowell en la película cómica de 1988 Coming to America, en la que compartió elenco con Eddie Murphy, Arsenio Hall, James Earl Jones y Samuel Jackson. Ha registrado además apariciones en largometrajes como Speed 2, Ruby en el paraíso y Lágrimas del sol, y en las series de televisión Alias y Chicago Hope.

## Filmografía

### Cine
- 2019 - The Talk (corto)
- 2003 - Lágrimas del sol
- 1999 - American Intellectuals
- 1998 - ¿Dónde está Marlowe?
- 1997 - Speed 2
- 1993 - Ruby en el paraíso
- 1991 - Without a Pass
- 1991 - Frío como el hielo
- 1990 - Dr. Ruth's House (corto)
- 1988 - Coming to America

### Televisión
- 2020 - Zodiac (telefilme)
- 2007 - Girlfriends
- 2002 - Alias
- 2001 - Una vez más
- 1999 - Incognito (telefilme)
- 1996 - Chicago Hope
- 1995 - Abandonada a su suerte (telefilme)
- 1989 - CBS Schoolbreak Special